# 伊丽莎白·卡拉瑟斯
伊丽莎白·卡拉瑟斯（英語：Elizabeth Carruthers，1951年9月14日—），加拿大女子跳水运动员。她曾代表加拿大参加1975年泛美运动会跳水比赛，获得一枚金牌和一枚银牌。她也曾参加1972年夏季奥林匹克运动会。